# Render farm
Una render farm (tradotto letteralmente dall'inglese significa "fattoria della resa" - dove per resa si intende il processo di restituzione del risultato di un calcolo) è un insieme di calcolatori collegati tra loro, chiamati comunemente nodi, allo scopo di elaborare le immagini di computer grafica.
Il processo di elaborazione delle immagini viene chiamato rendering, e può essere distinto in rendering parallelo o distribuito.
Nel rendering parallelo ogni nodo calcola un singolo fotogramma indipendentemente dagli altri nodi, e la comunicazione tra essi consiste principalmente nel caricamento delle informazioni di base del soggetto da uno o più file chiamati "scena" (contenente le geometrie e le texture) e nel salvataggio dell'immagine a rendering concluso.
Nel rendering distribuito tutti i nodi calcolano un singolo fotogramma. Per realizzare ciò un nodo (predefinito o scelto dall'utente) assume il ruolo di Master, mentre gli altri diventano Slave: il master carica la scena e via rete incarica gli slave di calcolare una porzione di immagine, chiamata tile (tipicamente un quadrato di 2n pixel, la grandezza dipende da vari fattori quali l'algoritmo di rendering, la velocità della rete e anche il numero degli slave). A rendering concluso il master si occupa di impacchettare nell'immagine finale tutte le tile inviate dagli slave.
In generale, per eseguire il rendering di un fotogramma in produzioni di altissimo livello può essere necessario attendere da pochi minuti fino a diverse ore. Il tempo necessario è diminuito in maniera esponenziale con l'aumento vertiginoso della potenza di calcolo dei processori, ma tale aumento è controbilanciato in negativo dall'aumento della complessità e del realismo dei motori di rendering 3D più recenti (Mental Ray, RenderMan, Vray).
Il funzionamento di grosse render farm richiede l'introduzione di un gestore delle code, che semplifica la distribuzione automatica dei processi ai diversi nodi. Il software utilizzato è in genere un programma client-server che provvede alle comunicazioni tra nodi e gestore delle code.
Alcune funzioni più comuni di detti gestori sono:
gestione delle priorità, gestione delle licenze software, gestione del rendering per tile nel caso il motore di calcolo non supporti il render distribuito, algoritmi per l'ottimizzazione dell'utilizzo di banda (throughput) basati sui diversi tipi di hardware presenti nella rete.
L'uso di render farm nell'industria dell'intrattenimento può essere vista come una delle prime applicazioni del grid computing.

## Farm di rendering basate sul cloud
Le farm di rendering basate sul cloud sfruttano la scalabilità e la flessibilità del cloud computing per offrire servizi di rendering on-demand, consentendo agli utenti di distribuire i compiti su una vasta rete di server virtualizzati.
Questo approccio offre vantaggi significativi, come la capacità di scalare dinamicamente le risorse, l'efficienza dei costi grazie a un modello pay-as-you-go e l'accessibilità da qualsiasi luogo con una connessione Internet. Questi servizi si integrano perfettamente con le pipeline di produzione esistenti, supportando diversi software 3D e motori di rendering, e sono sempre più apprezzati per la loro capacità di gestire rapidamente progetti complessi senza la necessità di costoso hardware in loco.
Tuttavia, le farm di rendering basate sul cloud presentano anche sfide, come il tempo necessario per caricare file di grandi dimensioni, la possibile escalation dei costi per progetti estesi e la dipendenza da una connessione Internet affidabile. La sicurezza rimane una preoccupazione critica, con fornitori affidabili che offrono misure robuste per proteggere la proprietà intellettuale. Nonostante queste sfide, il rendering basato sul cloud sta diventando uno strumento vitale in settori come il cinema e i videogiochi, offrendo un'alternativa flessibile e potente alle farm di rendering tradizionali.

## Riferimenti
1. What-is-cloud-renderingGarageFarm. 2023-02-26. recuperato 2023-10-26.